# سزارآپاریکیدیو رودریگز

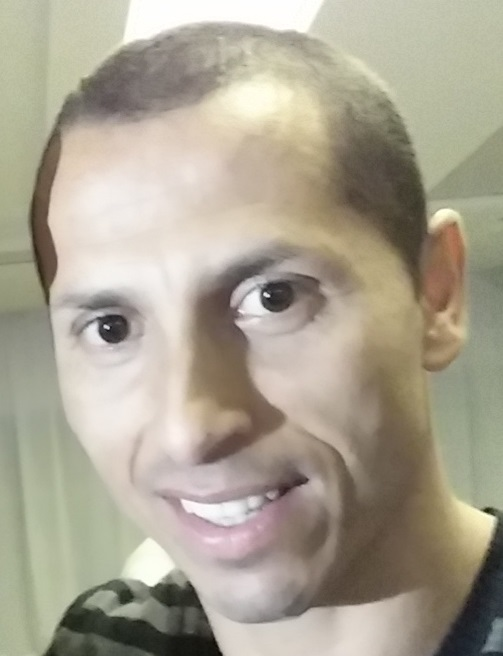
سزارآپاریکیدیو رودریگز

سزارآپاریکیدیو رودریگز (به پرتغالی: César Aparecido Rodrigues) هافبک، مدافع اهل برزیل است که در شهر سائوپائولو و در تاریخ ۲۴ اکتبر ۱۹۷۴ به دنیا آمده‌است.
سزارآپاریکیدیو رودریگز در تیم‌های فوتبال CA Juventus ،União Barbarense،São Caetano،لاتزیو، اینتر میلان و اینتر میلان سابقهٔ حضور دارد.